# إيفيتسا دراغوتينوفتش
إيفيكا دراغوتينوفتش (بالسيريلية الصربية: Ивица Драгутиновић)، (بالفرنسية: Yves Dragoutinovitch)؛ من مواليد 13 نوفمبر 1975 في بريبولي في يوغسلافيا، لاعب كرة قدم صربي يحمل الجنسية البلجيكية.
بدأ مسيرته الكروية مع نادي بوراك كاكاك في عام 1994، ولعب معهم حتى عام 1996، وشارك معهم في 46 مباراة وسجل هدفين، وفي عام 1996 انتقل إلى نادي غنت البلجيكي، ولعب معهم حتى عام 2000، وشارك معهم في 84 مباراة وسجل 11 هدف، وفي عام 2000 انتقل إلى نادي ستاندارد لياج البلجيكي، ولعب معهم حتى عام 2005، وشارك معهم في 135 مباراة وسجل 3 أهداف، ومنذ عام 2005 وهو يلعب مع نادي إشبيلية الإسباني.
و هو يلعب مع منتخب صربيا لكرة القدم.

## وصلات خارجية
- إيفيتسا دراغوتينوفتش على موقع الاتحاد الدولي (مؤرشف)  (الإنجليزية)
- إيفيتسا دراغوتينوفتش على موقع الاتحاد الأوربي (الإنجليزية)
- إيفيتسا دراغوتينوفتش على موقع قاعدة بيانات كرة القدم.إي يو (الإنجليزية)
- إيفيتسا دراغوتينوفتش على موقع ليكيب (الفرنسية)
- إيفيتسا دراغوتينوفتش على موقع ناشيونال فوتبول تيمز (الإنجليزية)
- إيفيتسا دراغوتينوفتش على موقع Soccerway.com (الإنجليزية)
- إيفيتسا دراغوتينوفتش على موقع عالم كرة القدم.نت (الإنجليزية)

- إيفيكا دراغوتينوفتش